# Hellébore vert
Helleborus viridis
Espèce
Classification phylogénétique
L’ellébore vert ou hellébore vert (Helleborus viridis), ou encore herbe à la bosse, herbe à sétons, herbe de saint Antoine, est une des espèces non caulescentes à fleurs vertes du genre Helleborus, atteignant 20-40 cm lors de la floraison.
C’est surtout une plante des forêts, qui n’aime pas les situations fortement ensoleillées.
Les feuilles basales, fortement dentées, légèrement palmées ont 7 à 13 segments. Elles sont non persistantes. Elles se fanent durant l’été et se dessèchent en automne.
Les fleurs d’environ 3 cm de diamètre sont vert pâle. Elles apparaissent sur de longs pédicelles et sont souvent fortement renversées après fécondation.

## Sous-espèce occidentalis

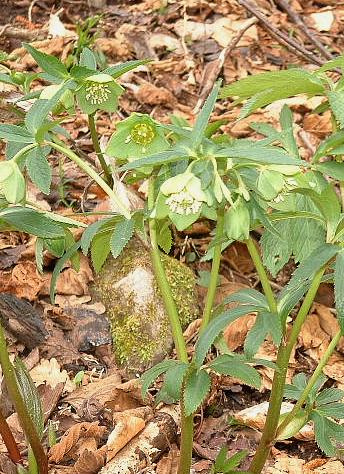
Helleborus viridis subsp. occidentalis dans les Pyrénées.

La sous-espèce occidentalis (Reut.) Schiffner – Syn. Helleborus occidentalis Reut. – se rencontre çà et là depuis les Îles Britanniques, les Pays-Bas ("Stinzenplant" ), la Belgique, l’Allemagne et la France, jusqu’en Espagne. Dans les Pyrénées et les Monts Cantabriques, on la rencontre jusqu’à 1 800 m d’altitude.
L’hellébore vert a été pendant longtemps cultivé comme plante médicinale et vétérinaire dans les jardins et les monastères. Les graines pourvues d’un éléosome ont été dispersées par les fourmis et la plante s’est ainsi progressivement naturalisée dans les régions avoisinantes.
Les limites de sa distribution naturelle ne sont pas connues avec certitude. Elle n’est peut-être réellement indigène que dans la partie méridionale de sa distribution : Pyrénées et nord de l’Espagne.

## Sous-espèce viridis

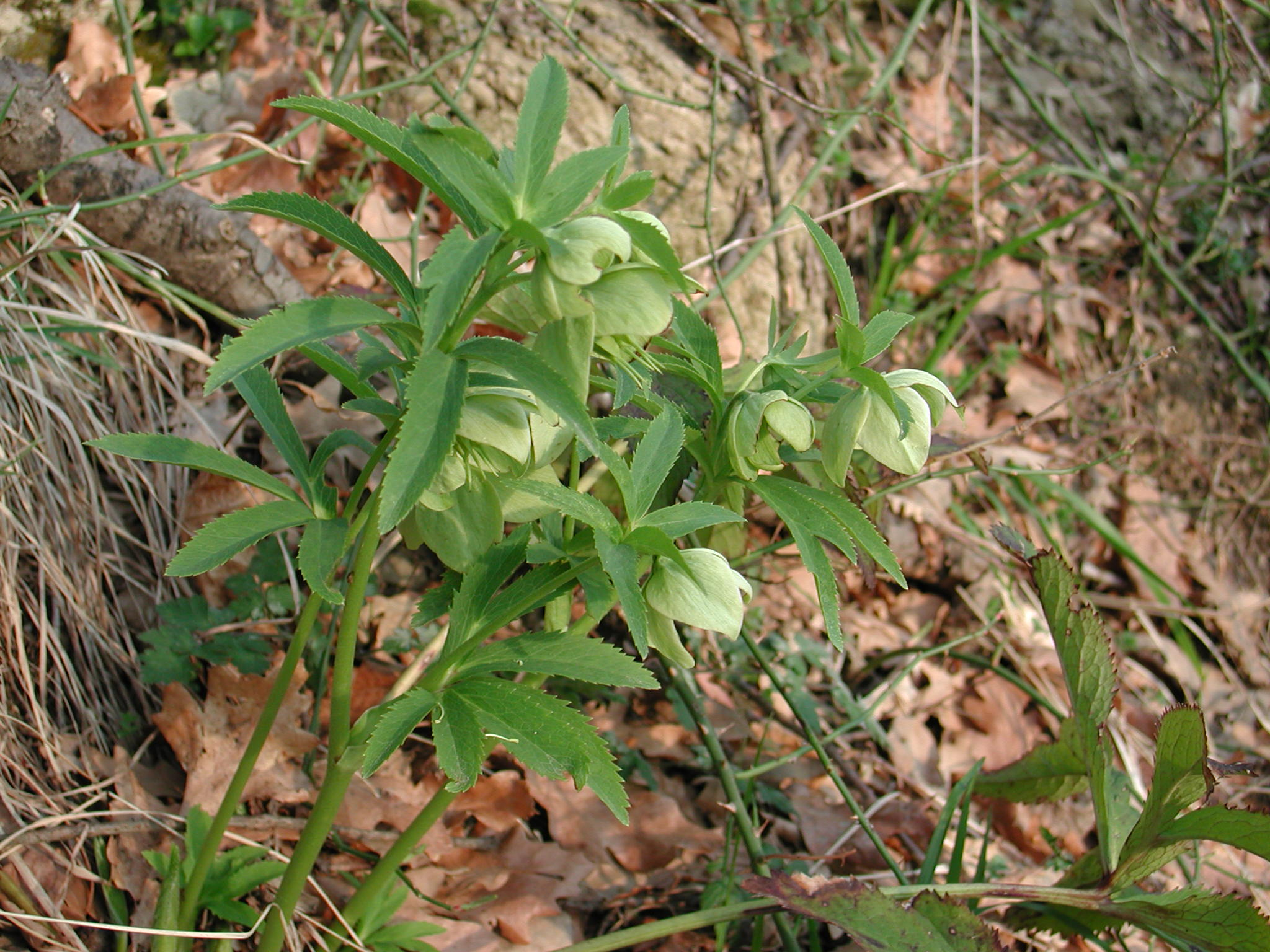
Helleborus viridis subsp. viridis dans le nord des Apennins.

Helleborus viridis subsp. viridis a une distribution plus méridionale que la subsp. occidentalis.
On rencontre la sous-espèce viridis principalement dans le nord de l’Italie et les régions alpines adjacentes. En France, elle est présente dans les Alpes-Maritimes.
En Italie, là où sa répartition jouxte celle d’Helleborus multifidus subsp. bocconei - une autre espèce de la section Helleborastrum - on rencontre des exemplaires de forme intermédiaire.
La sous-espèce viridis est une plante souvent de plus grande taille que la subsp. occidentalis et qui se distingue par ailleurs par les caractéristiques suivantes :
- Feuilles moins fortement dentées, à folioles séparées dès leur base, pubescentes à leur face inférieure
- Fleurs plus largement ouvertes à l’éclosion
- Fruits plus allongés

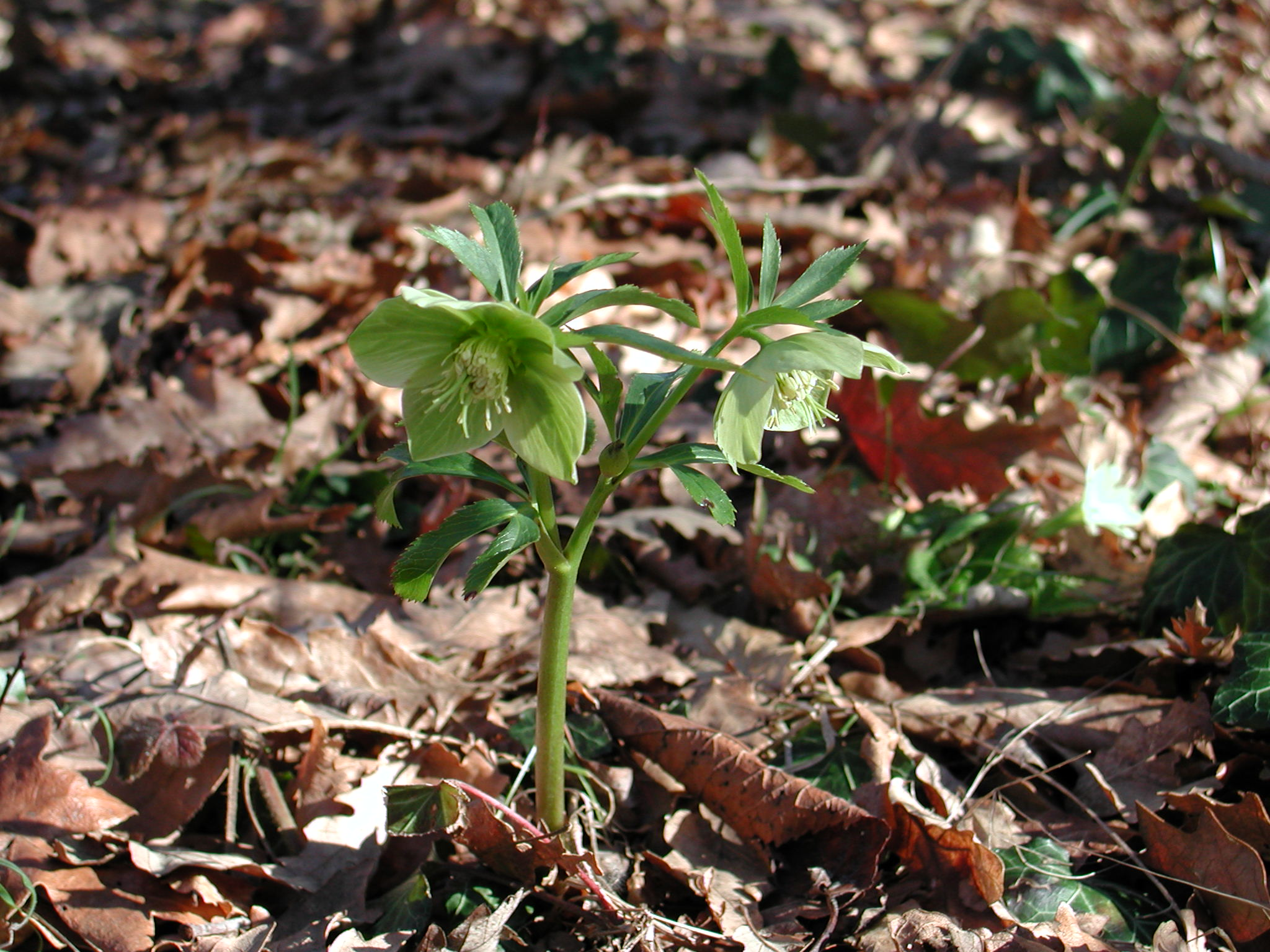
Helleborus viridis subsp. viridis
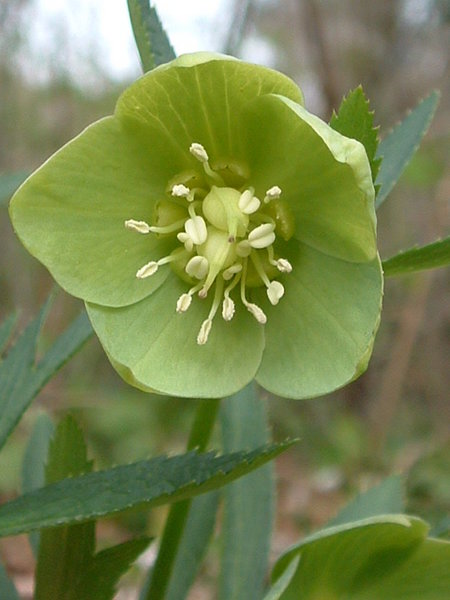
Fleur d'Helleborus viridis

## Usages
Les helleborus (famille des renonculacées) sont bien connus comme plantes ornementales, mais moins connus pour leurs usages thérapeutiques potentiels.
Au cours des dernières années, Helleborus sp. est devenu un sujet d'intérêt pour la phytochimie, la pharmacologie et d'autres domaines de recherche médicale. Sur la base de leur utilité en médecine traditionnelle, on a supposé que leur profil biochimique pouvait être une source de métabolites ayant le potentiel de surmonter des problèmes médicaux critiques.
Il existe des études impliquant des extraits naturels de ces espèces qui démontrent que les plantes d'Helleborus sont une source précieuse de composés chimiques avec un grand potentiel médical.
Certains composés phytochimiques produits par ces espèces ont été séparés et identifiés il y a quelques décennies: l'hellebrine, la déglucohellebrine, la 20-hydroxyecdysone et la protoanémonine.
Dernièrement, de nombreux autres composés actifs ont été rapportés et considérés comme des remèdes prometteurs pour des maladies graves telles que le cancer, l'ulcère, le diabète et également pour des problèmes médicaux courants tels que les maux de dents, l'eczéma, une faible immunité et l'arthrite.